# Carolina Arienti Lattanzi
Carolina Arienti Lattanzi (Florencia, Toscana, 1771 – Milán, Lombardía, 1818) fue una escritora y periodista feminista italiana.

## Biografía

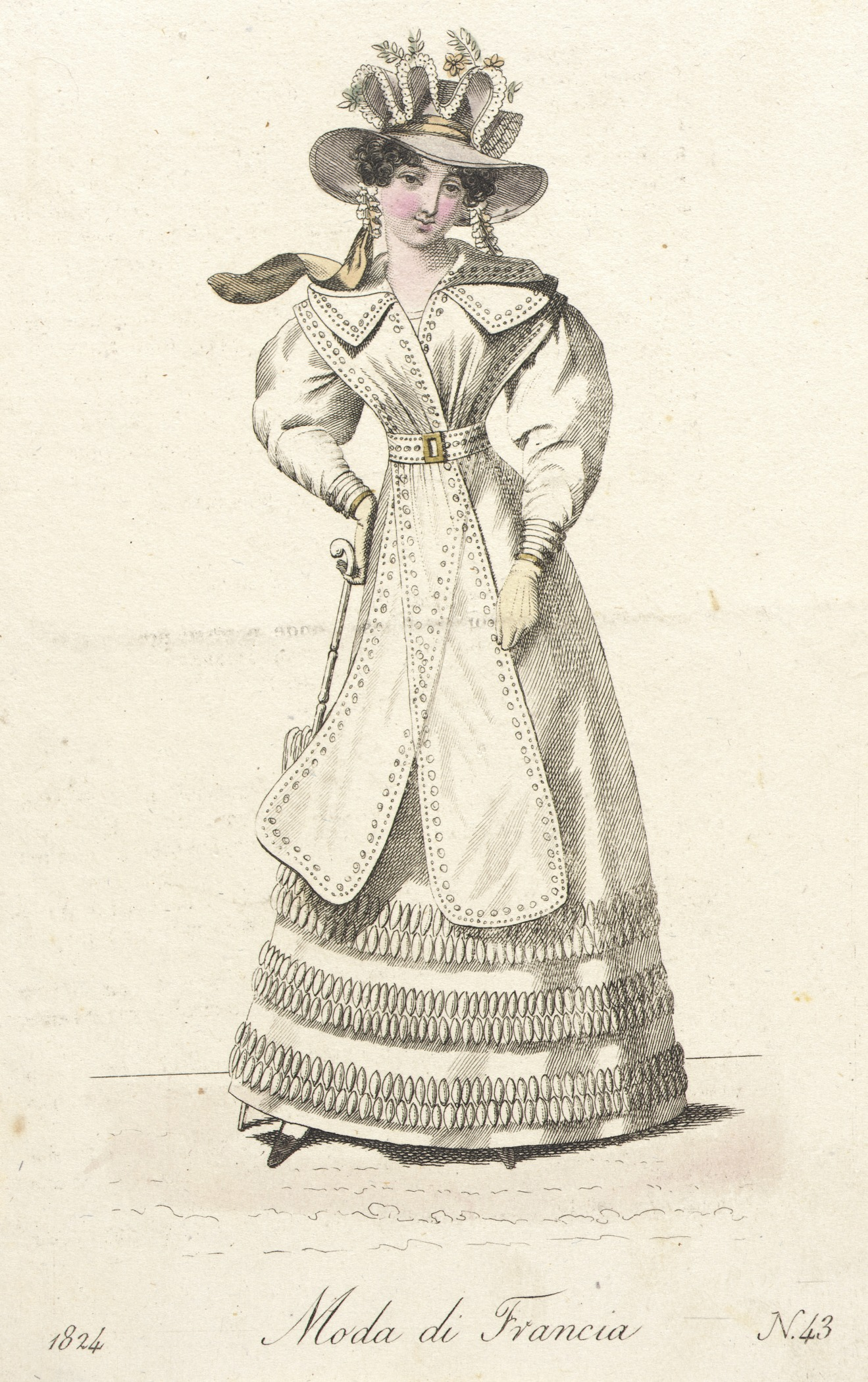
Dibujo de 1824

Nacida en una familia burguesa, se casó con el poeta y periodista Giuseppe Lattanzi en 1788 y se instalaron en Mantua, donde la admitieron como miembro de la Academia de Enseñanza Pública en 1797. De ese mismo año data su discurso « Della schiavitù delle donne » publicado luego como panfleto dedicado a Joséphine de Beauharnais.
Con su esposo cofundó Il Corriere delle Dame, una de las primeras revistas italianas para mujeres, que cubría moda, literatura, noticias, críticas teatrales y consejos.

## Poemarios
- Omaggio poetico di vari autori per l'Imeneo di Napoleone con Maria Luigia d'Austria, 1810
- Diario poetico, 1815